# Hubbrücke Karnin
Hubbrücke Karnin – nieczynny most podnoszony położony w Niemczech, w kraju związkowym Meklemburgia-Pomorze Przednie, w powiecie Vorpommern-Greifswald w miejscowości Karnin. Leżał w ciągu linii kolejowej Ducherow – Świnoujście Główne i łączył wyspę Uznam ze stałym lądem.

## Historia
Pierwsze prace przy budowie mostu w Karninie miały miejsce w 1875 roku wraz z budową linii kolejowej z Ducherow do Świnoujścia. Początkowo, aby umożliwić przepływ dla statków most był obrotowy – kilkudziesięciometrowy odcinek mostu wraz z torowiskiem obracał się o 90 stopni. Wzrastająca liczba przewozów pasażerskich oraz zbyt długi czas obrotu przęsła wymogły rozbudowę linii oraz samego mostu, którą ukończono w 1933 roku. Dobudowano drugi tor oraz przebudowano przeprawę tak, że środkowy fragment był podnoszony równolegle do lustra wody. Stalowa konstrukcja o wysokości 35 metrów unosiła przęsło o długości 47,9 metra i 16 metrów szerokości do góry na wysokość 28 metrów w ciągu 2 minut. Całkowita długość mostu wynosiła 360 m.
28 kwietnia 1945 roku wycofujące się wojska niemieckie wysadziły przęsło mostu, aby utrudnić przeprawę nacierającym wojskom radzieckim. Po wojnie komendantura radziecka rozkazała odbudować zniszczoną w czasie wojny linię do Karnin, która potem służyła wojskom radzieckim do wywozu dóbr z wyspy Uznam. W roku 1947 rozpoczęto rozbiórkę linii od Karnin do Świnoujścia, pod koniec 1948 pozostały już tylko puste nasypy oraz budynki stacyjne. Również w 1948 roku zaczęto rozbierać odcinek od Ducherow do mostu w Karnin, a w latach 1952–1953, zdemontowano częściowo most w Karnin, pozostawiając jedynie część podnoszoną, która istnieje w stanie niezmienionym do tej pory jako pomnik techniki. Niektóre części mostu posłużyły do odbudowy mostu w Kostrzynie.

## Plany odbudowy
W federalnym planie transportowym z 2003 roku odbudowa linii została wymieniona w sekcji projektów międzynarodowych. Dzięki nowemu połączeniu skrócić się miał czas podróży z Berlina na wyspę Uznam z dotychczasowych 4 do około 2 godzin. 9 kwietnia 2010 roku około 50 polityków oraz przedsiębiorców z Polski i Niemiec zawiązało Koalicję dla mostu w Karnin, której celem było wspieranie odbudowy mostu. Rząd w Berlinie oznajmił w 2012 roku, że odbudowa linii była w świetle ówczesnych raportów nieopłacalna. Koszt inwestycji oszacowano na ok. 95 mln euro.